# Wiercenia (archeologia)
Wiercenia – metoda prospekcji archeologicznej wymagająca pobierania próbek. Badania przeprowadzane są za pomocą serii odwiertów. 
Wiercenia wykonuje się za pomocą świdra geologicznego. Pobierane są próbki z głębokości zależnej od stanowiska (od 5 do 10 metrów). Wydobyte z wnętrza ziemi rdzenie mają średnicę ok. 5-10cm i stanowią przekrój przez stanowisko będąc wycinkami stratyfikacji stanowiska. Jeżeli badania są przeprowadzane systematycznie, z wykorzystaniem siatki pomiarowej można pozyskać wiele informacji o miąższości i strukturze warstw na stanowisku. Przy użyciu świdrów geologicznych, możliwe jest wyciągnięcie wraz z rdzeniem drobnych zabytków archeologicznych. 
Wiercenia nie są możliwe, lub są bardzo utrudnione w przypadku stanowisk z architekturą kamienną i na kamienistym terenie. Ważne jest także zachowanie szczególnej ostrożności w przypadku stanowisk, na których możemy się spodziewać uszkodzenia zabytków (cmentarzyska).
Wiercenia należą do metod prospekcji archeologicznej wymagających pobierania próbek.